# Tube de détection de gaz
Un tube de détection de gaz est un petit tube qui permet de détecter la présence et la quantité approximative d'un gaz spécifique dans un mélange gazeux. Cette détection a lieu grâce au changement de couleur d'au moins une partie du support solide présent dans le tube. Ce changement de couleur est le résultat d'une réaction chimique qui a lieu entre les composants du support et le gaz auquel il a été exposé. Les tubes de détection de gaz sont parfois appelés tubes colorimétriques ou tubes réactifs.

## Types
Selon le mode de prélèvement actif ou passif, il existe deux grandes familles de tube de détection de gaz. 
| Tubes                              | Tubes pour mesure ponctuelle                                                        | Tubes à diffusion                                  |
| ---------------------------------- | ----------------------------------------------------------------------------------- | -------------------------------------------------- |
| Prélèvement                        | Actif                                                                               | Passif                                             |
| Procédé de prélèvement             | Pompage du mélange gazeux à travers le tube                                         | Diffusion du mélange gazeux dans le support solide |
| Durée de prélèvement               | Courte (quelques secondes à quelques minutes)                                       | Longue (plusieurs heures à plusieurs semaines)     |
| Nombre de pointes du tube ouvertes | Deux pour permettre l'aspiration d'un côté et l'entrée du mélange gazeux de l'autre | Une pour permettre l'entrée du mélange gazeux      |
| Résultat                           | Une valeur ponctuelle à un temps donnée                                             | Une valeur moyenne sur une durée de mesure donnée  |

## Utilisation
Dans le domaine de la surveillance de la qualité de l'air ambiant, les tubes de détection de gaz sont utilisés pour déterminer la quantité de certain gaz dans l'air. 
Les tubes de détection de gaz sont adaptés à la mesure de la concentration d'un grand nombre de gaz tels que le NO2, l'O3, le SO2, les aldéhydes et les BTEX (Benzène, Toluène, Éthylbenzène, Xylènes).